# Leucotrichum
Leucotrichum, rod pravih paprati (papratnice) iz potporodice Grammitidoideae,. dio porodice Polypodiaceae, red Polypodiales. Kew ovaj rod tretira kao sinonim za  Grammitis.
Rod je opisan u Taxon 59: 915 (2010). Tipična je Leucotrichum organense (Gardner) Labiak, endem iz Brazila.

## Vrste
1. Leucotrichum madagascariense Rakotondr. & Rouhan
2. Leucotrichum mitchelliae (Baker) Labiak
3. Leucotrichum mortonii (Copel.) Labiak
4. Leucotrichum organense (Gardner) Labiak
5. Leucotrichum pseudomitchelliae (Lellinger) Labiak
6. Leucotrichum schenckii (Hieron.) Labiak; Taxon 59(3): 920 (2010)

## Sinonimi
Nema.